# Frank Anguissa
André-Frank Zambo Anguissa, couramment appelé Frank Anguissa, né le 16 novembre 1995 à Yaoundé, est un footballeur international camerounais qui joue au poste de milieu relayeur récupérateur. Il joue depuis août 2021 au SSC Naples.
Formé dans son pays natale camerounais puis au Stade de Reims pendant une saison, il rejoint l'Olympique de Marseille en 2015 où il fait ses débuts professionnels et est finaliste de la Ligue Europa en 2018. Après trois saisons au club et plus de cent matchs, il rejoint le Fulham FC en Premiere League. Après avoir connu un prêt au Villarreal FC, une relégation avec Fulham, il rejoint le SSC Naples en prêt puis définitivement. Avec le club italien, il est champion d'Italie en 2023 et 2025.
Sélectionné avec le Cameroun depuis 2017, il participe à la CAN à trois reprises dont une troisième place en 2021, à la Coupe des confédérations 2019 et la Coupe du monde 2022.

## Biographie

### Carrière en club

#### Post-formation au Stade de Reims (2014-2015)
Après être passé par le Coton Sport, il quitte son pays natal et rejoint la France et plus précisément le Stade de Reims, où il est prêté une saison pour jouer avec l'équipe réserve. Malgré sa présence lors de quelques matchs dans le groupe professionnel, il ne joue pas une minute avec l'équipe première.

#### Débuts en pro et révélation à l'OM (2015-2018)
Il est repéré par l'Olympique de Marseille après avoir été supervisé par le club pendant plusieurs mois, et l'été suivant, malgré un essai à Valenciennes sous les ordres de David Le Frapper, il signe afin d'intégrer le centre de formation dans un premier temps. Il effectue la préparation avec l'équipe première et se retrouve régulièrement appelé avec le groupe professionnel dès le début du championnat. Il joue son premier match professionnel lors d'une rencontre de Ligue Europa contre le FC Groningue, puis son premier match en Ligue 1 lors de la 6e journée face à l'Olympique lyonnais en entrant en jeu à la place d'Abdelaziz Barrada. Deux semaines plus tard, il est titulaire pour la première fois face au Angers SCO.
Après une première saison à treize matches, il gagne du temps de jeu lors de la saison 2016-2017 et trouve même une place importante au club puisqu'il participe à trente-sept rencontres dont la majorité en championnat.
Sa troisième saison au club est celle de la confirmation, souvent titularisé, il prend part à cinquante-six rencontres et participe à l'épopée marseillaise en coupe d'Europe en atteignant la finale de la Ligue Europa en 2018 avec l'Olympique de Marseille qui s'incline contre l'Atlético Madrid trois buts à zéro.

#### Gros transfert au Fulham FC et prêt au Villareal CF (2018-2021)
Le 9 août 2018, bien que la volonté des dirigeants olympiens soit de le conserver, Fulham FC propose une offre inespérée avoisinant les 30 millions d'euros, ce que les dirigeants marseillais acceptent tout de suite. Le principal intéressé rejoint donc la Premier League. Il prend part à vingt-cinq match lors de la première saison mais le club est relégué.
Lors de la saison 2019-2020, il est prêté au club espagnol de Villarreal CF où il est titulaire indiscutable en Liga et revient Fulham à l'issue de son prêt.
Il prend part à trente-six matchs de Premier League lors de la saison 2020-2021 mais le club est de nouveau rétrogradé et il est de nouveau prêté.

#### Découverte d'un4egrand championnat européen à Naples (depuis 2021)
Il est prêté avec option d'achat en août 2021 au club italien du SSC Naples. Il trouve rapidement une place de titulaire et le club lève l'option d'achat de 15 millions d'euros en fin de saison et Zambo Anguissa signe définitivement avec le Napoli en mai 2022. 
En novembre 2022, alors qu'il est devenu un titulaire indiscutable au sein du Napoli, il prolonge son contrat jusqu'en 2025 avec une option pour deux ans supplémentaires. En fin de saison, le club termine champion d'Italie avec seize points d'avance sur la Lazio de Rome, dans une saison où il ne rate que deux matchs sur blessure.

### Carrière internationale
En mars 2017, il est appelé pour la première fois par le Cameroun pour participer à deux rencontres amicales auxquelles il prend part. Quelques mois plus tard il est sélectionné pour participer à la Coupe des confédérations 2017. Il marque lors de la seconde journée de phase de poule son premier but en sélection nationale en ouvrant le score contre l'Australie. 
Deux ans plus tard, il figure dans la liste des joueurs convoqués pour participer à la Coupe d'Afrique des nations 2019 en Égypte. Il prend part à tous les matchs de sa sélection qui s'arrête en huitième de finale après une défaite trois buts à deux contre le Nigéria. 
En 2021, il est de nouveau convoqué pour participer à la Coupe d'Afrique des nations 2021 au Cameroun. Il joue tous les matchs jusqu'à la demi-finale perdu aux tirs au but contre l'Égypte. Le Cameroun termine à la troisième place de sa compétition à domicile après une victoire contre le Burkina Faso. 
Le 10 novembre 2022, il est sélectionné par Rigobert Song pour participer à la Coupe du monde 2022. Il joue les trois matchs de poule mais malgré une victoire contre le Brésil, déjà qualifié lors de la dernière journée, le Cameroun ne sort pas de sa poule.
Le 28 décembre 2023, il est retenu dans la liste des vingt-sept joueurs camerounais sélectionnés pour disputer la Coupe d'Afrique des nations 2023. Il joue la compétition en tant que capitaine de la sélection, mais la sélection est éliminé en huitième de finale deux buts à zéro par le Nigéria. 

## Statistiques
| Saison                | Club                   | Championnat           | Championnat | Championnat | Championnat | Coupe nationale | Coupe nationale | Coupe nationale | Coupe de la Ligue | Coupe de la Ligue | Coupe de la Ligue | Compétition(s) continentale(s) | Compétition(s) continentale(s) | Compétition(s) continentale(s) | Compétition(s) continentale(s) | Total | Total | Total |
| Saison                | Club                   | Division              | M.          | B.          | P.d.        | M.              | B.              | P.d.            | M.                | B.                | P.d.              | Comp.                          | M.                             | B.                             | P.d.                           | M.    | B.    | P.d.  |
| 2015-2016             | Olympique de Marseille | Ligue 1               | 9           | 0           | 0           | 1               | 0               | 0               | 2                 | 0                 | 0                 | C3                             | 1                              | 0                              | 1                              | 13    | 0     | 1     |
| 2016-2017             | Olympique de Marseille | Ligue 1               | 33          | 0           | 1           | 3               | 0               | 0               | 1                 | 0                 | 0                 | -                              | -                              | -                              | -                              | 37    | 0     | 1     |
| 2017-2018             | Olympique de Marseille | Ligue 1               | 37          | 0           | 0           | 2               | 0               | 0               | 1                 | 0                 | 0                 | C3                             | 16                             | 0                              | 0                              | 56    | 0     | 0     |
| Sous-total            | Sous-total             | Sous-total            | 79          | 0           | 0           | 6               | 0               | 0               | 4                 | 1                 | 0                 | -                              | 17                             | 0                              | 1                              | 106   | 1     | 1     |
| 2018-2019             | Fulham FC              | Premier League        | 22          | 0           | 0           | -               | -               | -               | 3                 | 0                 | 0                 | -                              | -                              | -                              | -                              | 25    | 0     | 0     |
| 2020-2021             | Fulham FC              | Premier League        | 36          | 0           | 3           | 1               | 0               | 0               | 1                 | 0                 | 0                 | -                              | -                              | -                              | -                              | 38    | 0     | 3     |
| 2021-2022             | Fulham FC              | Championship          | 3           | 0           | 0           | -               | -               | -               | -                 | -                 | -                 | -                              | -                              | -                              | -                              | 3     | 0     | 0     |
| Sous-total            | Sous-total             | Sous-total            | 61          | 0           | 3           | 1               | 0               | 0               | 4                 | 0                 | 0                 | -                              | -                              | -                              | -                              | 66    | 0     | 3     |
| 2019-2020             | Villarreal CF (prêt)   | Liga                  | 36          | 2           | 0           | 3               | 0               | 0               | -                 | -                 | -                 | -                              | -                              | -                              | -                              | 39    | 2     | 0     |
| 2021-2022             | SSC Naples (prêt)      | Serie A               | 25          | 0           | 2           | -               | -               | -               | -                 | -                 | -                 | C3                             | 5                              | 0                              | 0                              | 30    | 0     | 2     |
| 2022-2023             | SSC Naples             | Serie A               | 36          | 3           | 5           | 1               | 0               | 0               | -                 | -                 | -                 | C1                             | 8                              | 1                              | 3                              | 45    | 4     | 8     |
| 2023-2024             | SSC Naples             | Serie A               | 34          | 0           | 2           | -               | -               | -               | -                 | -                 | -                 | C1                             | 7                              | 1                              | 1                              | 41    | 1     | 3     |
| 2024-2025             | SSC Naples             | Serie A               | 35          | 6           | 5           | 2               | 0               | 0               | -                 | -                 | -                 | -                              | -                              | -                              | -                              | 37    | 6     | 5     |
| Sous-total            | Sous-total             | Sous-total            | 130         | 9           | 12          | 3               | 0               | 0               | -                 | -                 | -                 | -                              | 20                             | 2                              | 4                              | 153   | 11    | 16    |
| Total sur la carrière | Total sur la carrière  | Total sur la carrière | 306         | 11          | 18          | 13              | 0               | 0               | 8                 | 0                 | 0                 | -                              | 37                             | 2                              | 5                              | 364   | 13    | 23    |

## En équipe nationale
| Saison                | Sélection             | Phases finales        | Phases finales | Phases finales | Phases finales | Éliminatoires | Éliminatoires | Éliminatoires | Matchs amicaux | Matchs amicaux | Matchs amicaux | Total | Total | Total |
| Saison                | Sélection             | Compétition           | M              | B              | Pd             | M             | B             | Pd            | M              | B              | Pd             | M     | B     | Pd    |
| --------------------- | --------------------- | --------------------- | -------------- | -------------- | -------------- | ------------- | ------------- | ------------- | -------------- | -------------- | -------------- | ----- | ----- | ----- |
| 2016-2017             | Cameroun              | Confédérations 2017   | 3              | 1              | 0              | 1             | 0             | 0             | 3              | 0              | 0              | 7     | 1     | 0     |
| 2017-2018             | Cameroun              | -                     | -              | -              | -              | 4             | 1             | 0             | -              | -              | -              | 4     | 1     | 0     |
| 2018-2019             | Cameroun              | CAN 2019              | 4              | 0              | 0              | 5             | 0             | 0             | 1              | 0              | 0              | 10    | 0     | 0     |
| 2019-2020             | Cameroun              | -                     | -              | -              | -              | 2             | 0             | 0             | 1              | 0              | 0              | 3     | 0     | 0     |
| 2020-2021             | Cameroun              | -                     | -              | -              | -              | 2             | 1             | 1             | 3              | 1              | 0              | 5     | 2     | 1     |
| 2021-2022             | Cameroun              | CAN 2021              | 6              | 0              | 1              | 7             | 1             | 0             | -              | -              | -              | 13    | 1     | 1     |
| 2022-2023             | Cameroun              | Coupe du monde 2022   | 3              | 0              | 0              | 2             | 0             | 0             | 1              | 0              | 0              | 6     | 0     | 0     |
| 2023-2024             | Cameroun              | CAN 2024              | 4              | 0              | 0              | 5             | 0             | 0             | 1              | 0              | 0              | 10    | 0     | 0     |
| 2024-2025             | Cameroun              | -                     | -              | -              | -              | 5             | 0             | 0             | -              | -              | -              | 5     | 0     | 0     |
| Total sur la carrière | Total sur la carrière | Total sur la carrière | 20             | 1              | 1              | 33            | 3             | 1             | 10             | 1              | 0              | 63    | 5     | 2     |

## Palmarès
Avec l'Olympique de Marseille, Frank Anguissa est titulaire lors de la finale de la Ligue Europa en 2018 perdue face à l'Atlético Madrid. 
Parti au SSC Naples, il remporte le championnat d'Italie en 2023 et en 2025. 
Avec l'équipe du Cameroun, il participe à la Coupe d'Afrique des nations à trois reprises dont une troisième place en 2021.
| Olympique de Marseille             | SSC Napoli (2)                                        | Cameroun                                          |
| ---------------------------------- | ----------------------------------------------------- | ------------------------------------------------- |
| - Ligue Europa - Finaliste en 2018 | - Championnat d'Italie (2) - Champion en 2023 et 2025 | - Coupe d'Afrique des nations - Troisième en 2021 |